# Occultifur externus
Occultifur externus är en svampart som beskrevs av J.P. Samp., R. Bauer & Oberw. 1999. Occultifur externus ingår i släktet Occultifur och familjen Cystobasidiaceae.   Inga underarter finns listade i Catalogue of Life.